# کاردستی
کار دستی . [ رِ دَ ] (ترکیب وصفی، اِ مرکب ) عمل یدی . کاری که با دست کنند. || (اِ مرکب )نام ماده‌ای از مواد درسی در آموزشگاهها که دانش آموزان را بیشتر با قسمت‌های عملی و صناعی آشنا میسازد.
برداشت اشتباه از واژه " کاردستی " ( به سکون ر ) به معنی صنایع دستی
از شروع دوران حکومت پهلوی دوم با تغییراتی که در سیستم آموزشی ایران داده شد، درس "کاردستی و نقاشی" نیز به مجموعه دروس آموزشی اضافه شد . کلمه "کاردستی" خود کلمه جدیدی بود (که حتی در لغت‌نامه دهخدا نیز معنایی برای آن یافت نشد) که برای این واحد درسی انتخاب شده بود. کاردستی بیشتر ساخت احجام و اشکال کاغذی بود که با استفاده از کاغذ، چوب، قیچی، چسب، مداد و خرده ریزه‌هایی که امکان بازیافت داشت، شکل گرفته و ساخته میشد.مانند ساخت قایق در حد اسباب بازی با استفاده از چوب کبریت یا شکلی از کلبه روستایی با الیاف نی، و ...
که در هویدا شدن خلاقیت و استعداد کودکان مؤثر بود.در واقع می‌توان " کاردستی" را نوعی ابزار کمک آموزشی در تفهیم و ارائه بهتر محتوای درسی برای دانش آموزان خواند . پس نمی توان " کاردستی" را نوعی صنعت یا پیشه خواند که کاربردی هم باشد. لذا این برداشت به اشتباه از سوی افراد غیر مطلع از معانی لغات، به‌وجود آمد که هم اکنون نیز برخی به اشتباه آن را به جای واژه صنایع دستی به صورت کارِدستی به کار می برند.
اگر به دنبال یافتن یک کاردستی جدید هستید که بتوانید از طریق آن خلاقیت و مهارت های کودکان خود را بهبود بخشید، در این مطلب می توانیم چندین کاردستی جدید و سرگرم کننده را به شما معرفی کنیم. از مجموعه‌ های رنگ گرفته تا خانه‌ های بازی، همگی در میان فعالیت های مفرحی هستند که شما می توانید با ایجاد کمی تغییر، تبدیل به یک کاردستی جدید برای کودکان خود کنید. برای آشنایی بیشتر با انواع کاردستی جدید با ما همراه باشید!

## بهترین کاردستی جدید برای کودکان
به طور حتم از مزایای فوق العاده فعالیت های هنری و صنایع دستی مطلع هستید که هم اکنون به دنبال کاردستی جدید برای کودک خود می گردید! فعالیت های هنری و ساخت انواع کاردستی جدید مزایای فراوانی را برای کودکان در کوتاه مدت و بلند مدت فراهم می کند. از توسعه مهارت‌های حل مسئله گرفته تا بهبود سلامت روان، کار گروهی و مهارت‌های ارتباطی، فعالیت های هنری به کودکان فرصتی برای یادگیری و رشد در یک محیط سرگرم‌کننده و خلاق می‌دهد. اما بهترین فعالیت های هنری و صنایع دستی برای کودکان چیست؟
بهترین فعالیت‌های هنری و صنایع دستی برای کودکان شامل پروژه‌هایی است که به آنها اجازه می‌دهد خلاق باشند، خارج از چهارچوب فکر کنند و مشکلات را حل کنند. پیشنهاد های ما برای کاردستی جدید مواردی هستند که در ادامه به آنها اشاره خواهیم کرد.

### کیت های ساخت و ساز سه بعدی، ایده ای عالی برای کاردستی جدید
کیت های ساخت و ساز سه بعدی، یک ایده عالی برای کاردستی جدید بعدی کودک شما می باشند. کودک شما می تواند در کاردستی جدید خودش با استفاده از کیت های ساخت و ساز سه بعدی، مکان هایی همچون ایستگاه قطار، فرودگاه و یا حتی خانه را به صورت سه بعدی بسازد. این ایده کاردستی جدید یک راه عالی برای کمک به کودکان در یادگیری اشکال، رنگ ها و مهندسی به شمار می رود. علاوه بر این، این کیت های ساخت و ساز سه بعدی یک فعالیت سرگرم کننده و تحریک کننده را ارائه می دهند که می تواند ساعت ها بچه ها را مشغول کند.
ساخت کاردستی های متنوع با این روش، برای کودکانی است که عاشق ساختن و خلق هستند، عالی خواهند بود. کیت های ساخت و ساز سه بعدی اغلب با قطعات بسیار متنوعی عرضه می شوند که می توانند به روش های مختلف مونتاژ شوند. این به کودکان اجازه می دهد تا خلاق باشند و طرح های خود را آزمایش کنند و به آنها کمک می کند تا با ساخت کاردستی جدید مهارت های تازه ای را در این فرآیند بیاموزند.

#### بهره از تنوع کیت های ساخت کاردستی جدید
کیت‌های ساخت کاردستی جدید خلاقانه و آموزشی مانند این کیت کاردستی که در بالاتر به آن اشاره شد، فرصت فعالیت‌های هنری و صنایع دستی فوق‌العاده ‌ای را برای کودکان ایجاد می‌کند. آنها طیف گسترده ای از مواد را برای خلاقیت کودکان و همچنین اطلاعات آموزشی در مورد موضوع ارائه می دهند. 
کیت های کاردستی جدید راه بسیار خوبی برای کمک به کودکان در یادگیری موضوعات مختلف است، در حالی که به آنها اجازه می دهد خلاق باشند و سرگرم شوند. به علاوه، کیت‌های صنایع دستی اغلب با لوازم کافی برای پروژه‌های متعدد همراه هستند، بنابراین کودکان می‌توانند در مدت زمان طولانی از آن‌ها لذت ببرند.